# UEFA-Europa-Conference-League-Finale 2022
Das UEFA-Europa-Conference-League-Finale 2022 war das Endspiel der UEFA Europa Conference League 2021/22 zwischen der AS Rom und Feyenoord Rotterdam. Es fand am 25. Mai 2022 in der 2019 eingeweihten Air Albania Stadium (werbefrei als Nationalstadion bezeichnet) in der albanischen Hauptstadt Tirana statt. Es war das erste Endspiel der Europa Conference League. Zum ersten Mal trug die UEFA ein Finalspiel in Albanien aus.
Die AS Rom besiegte Feyenoord mit 1:0 und wurde der erste Sieger der Europa Conference League.

## Der Weg ins Finale
Anmerkung: Die Ergebnisse werden jeweils aus Sicht der Finalisten angegeben.
| Pl. | Verein        | Sp. | S | U | N | Tore    | Diff. | Punkte |
| --- | ------------- | --- | - | - | - | ------- | ----- | ------ |
| 1.  | AS Rom        | 6   | 4 | 1 | 1 | 018:110 | +7    | 13     |
| 2.  | FK Bodø/Glimt | 6   | 3 | 3 | 0 | 014:500 | +9    | 12     |
| 3.  | Zorya Luhansk | 6   | 2 | 1 | 3 | 005:110 | −6    | 07     |
| 4.  | CSKA Sofia    | 6   | 0 | 1 | 5 | 003:130 | −10   | 01     |

| Pl. | Verein              | Sp. | S | U | N | Tore    | Diff. | Punkte |
| --- | ------------------- | --- | - | - | - | ------- | ----- | ------ |
| 1.  | Feyenoord Rotterdam | 6   | 4 | 2 | 0 | 011:600 | +5    | 14     |
| 2.  | Slavia Prag         | 6   | 2 | 2 | 2 | 008:700 | +1    | 08     |
| 3.  | 1. FC Union Berlin  | 6   | 2 | 1 | 3 | 008:900 | −1    | 07     |
| 4.  | Maccabi Haifa       | 6   | 1 | 1 | 4 | 002:700 | −5    | 04     |

## Spieldaten
| Feyenoord Rotterdam                                   | Feyenoord Rotterdam | AS Rom | AS Rom | Aufstellung                                  |
| ----------------------------------------------------- | --- | --- | ------ | -------------------------------------------- |
| Feyenoord Rotterdam                                   | \| 25. Mai 2022 um 21:00 Uhr in Tirana (Nationalstadion) \| \| Ergebnis: 0:1 (0:0) \| \| Zuschauer: 19.597 \| \| Schiedsrichter: István Kovács ( Rumänien) 1 \| \| Spielbericht \| | \| 25. Mai 2022 um 21:00 Uhr in Tirana (Nationalstadion) \| \| Ergebnis: 0:1 (0:0) \| \| Zuschauer: 19.597 \| \| Schiedsrichter: István Kovács ( Rumänien) 1 \| \| Spielbericht \| | AS Rom | Aufstellung Feyenoord Rotterdam gegen AS Rom |
| Feyenoord Rotterdam                                   | Justin Bijlow – Tyrell Malacia (88. Patrik Wålemark), Marcos Senesi, Gernot Trauner (74. Marcus Holmgren Pedersen), Lutsharel Geertruida – Orkun Kökçü (88. Alireza Jahanbakhsh), Fredrik Aursnes, Guus Til (59. Jens Toornstra) – Luis Sinisterra, Cyriel Dessers, Reiss Nelson (65. Bryan Linssen) Cheftrainer: Arne Slot ( Niederlande) | Rui Patrício – Roger Ibañez, Chris Smalling, Gianluca Mancini – Nicola Zalewski (67. Leonardo Spinazzola), Bryan Cristante, Henrikh Mkhitaryan (17. Sérgio Oliveira), Rick Karsdorp (89. Matías Viña), Lorenzo Pellegrini , Nicolò Zaniolo (67. Jordan Veretout), Tammy Abraham (89. Eldor Shomurodov) Cheftrainer: José Mourinho ( Portugal) | AS Rom | Aufstellung Feyenoord Rotterdam gegen AS Rom |
| Feyenoord Rotterdam                                   | 0:1 Nicolò Zaniolo (32.) | | AS Rom | Aufstellung Feyenoord Rotterdam gegen AS Rom |
| Feyenoord Rotterdam                                   | Gernot Trauner (25.) | Lorenzo Pellegrini (37.) Nicola Zalewski (66.) Rui Patrício (84.) Leonardo Spinazzola (90+4') | AS Rom | Aufstellung Feyenoord Rotterdam gegen AS Rom |
| Feyenoord Rotterdam                                   | Spieler des Spiels: Chris Smalling (AS Rom) | | AS Rom | Aufstellung Feyenoord Rotterdam gegen AS Rom |
| 25. Mai 2022 um 21:00 Uhr in Tirana (Nationalstadion) | | |        |                                              |
| Ergebnis: 0:1 (0:0)                                   | | |        |                                              |
| Zuschauer: 19.597                                     | | |        |                                              |
| Schiedsrichter: István Kovács ( Rumänien) 1           | | |        |                                              |
| Spielbericht                                          | | |        |                                              |

## Besonderheiten
Es war der erste europäische Titel seit 1961 in der Geschichte der AS Rom. José Mourinho wurde somit zum ersten Trainer der sowohl die Champions League, die Europa League und die Conference League gewonnen hat.
Mit rund 300 Flugbewegungen innerhalb von zwei Tagen verzeichnete der Flughafen Tirana seine höchsten Passagierfrequenzen.
Die albanische Polizei musste gegen Randalierer vorgehen und Fangruppen auseinanderhalten. Es kam auch zu Zusammenstößen mit Albanern. Rund 60 Fans wurden festgenommen, 80 Italiener des Landes verwiesen. Fast 20 Polizisten mussten im Krankenhaus behandelt werden.